# Yoshiaki Okita
Yoshiaki Okita (25 de agosto de 1978) es un deportista japonés que compitió en natación. Ganó una medalla de plata en el Campeonato Pan-Pacífico de Natación de 1997, en la prueba de 200 m braza.

## Palmarés internacional
| Campeonato Pan-Pacífico | Campeonato Pan-Pacífico | Campeonato Pan-Pacífico | Campeonato Pan-Pacífico |
| Año                     | Lugar                   | Medalla                 | Prueba                  |
| ----------------------- | ----------------------- | ----------------------- | ----------------------- |
| 1997                    | Fukuoka (Japón)         | Medalla de plata        | 200 m braza             |